# Земля Андре
Земля́ Андре́ (норв. Andrée Land) — часть территории острова Западный Шпицберген (архипелаг Шпицберген, Норвегия).
Земля Андре расположена в северо-западной части острова, между Вийдефьордом и Вудфьордом. Северная часть территории представляет собой плоскогорье (до 700 м), южная — столовые горы (до 1367 м). Земля Андре сложена песчаниками и глинистыми сланцами силура и девона. Большая часть поверхности покрыта ледником.
Земля названа в честь Саломона Августа Андре, шведского арктического исследователя.